# Plagionotulus sylvaticus
Plagionotulus sylvaticus là một loài bọ cánh cứng trong họ Cerambycidae.